# Лейтес, Натан Семёнович
Ната́н Семёнович Ле́йтес (26 июня 1918 года, Екатеринослав — 6 ноября 2013 года, Москва) — советский и российский психолог, психофизиолог, доктор психологических наук, профессор. Специалист в области возрастной, дифференциальной и педагогической психологии. Изучал возрастные и индивидуальные особенности личности, которые рассматривал в качестве предпосылок умственного развития. Исследовал детскую одарённость. Автор термина «возрастная одарённость».

## Биография
Натан Семёнович Лейтес родился 26 июня 1918 года в Екатеринославе. Брат Льва Семёновича Лейтеса.
В 1924 году семья переехала в Москву, где Натан Семёнович прожил всю жизнь. В 1945 году Н. С. Лейтес окончил филологический факультет Московского университета, после чего поступил в аспирантуру Института психологии Академии педагогических наук РСФСР. В 1948 году, под руководством Б. М. Теплова, защитил кандидатскую диссертацию на тему «Склонность к труду как фактор одарённости».
С 1965 по 1972 г.г. Н. С. Лейтес работал под руководством В. Д. Небылицына в лаборатории психофизиологии. В 1970 году защитил докторскую диссертацию на тему «Возрастные и типологические предпосылки общих умственных способностей». С 1973 по 1978 г.г. Н. С. Лейтес возглавлял группу по изучению склонностей и способностей. В 1978 году ушёл на пенсию из-за несогласия с научной линией руководства института, при этом продолжил свои исследования, публиковал статьи в научных журналах и издавал монографии.
В 1986 году приглашён к работе по программе «Одарённые дети», а также консультантом Центра творческой одаренности в городе Дубна. С 1993 по 2005 г.г. занимал должность главного научного сотрудника лаборатории теории и истории психологии Психологического института РАО. До последних дней сотрудничал с научно-исследовательской группой «Психология общения и реабилитации личности», принимал участие в исследованиях типологии заикающихся, проходящих курс семейной групповой логопсихотерапии и библиотерапии.
Натан Семёнович Лейтес скончался 6 ноября 2013 года в Москве.

## Научная деятельность
Разработал концепцию детской одарённости и развития способностей ребёнка, в которой одну из ведущих ролей отдавал собственной активности ребёнка. Проводил исследования индивидуальных стилей умственной деятельности школьника. Показал, что возрастное развитие происходит неравномерно и характеризуется не только обогащением психических свойств, но и ограничением, даже утратой некоторых ценных психических особенностей. Поставил вопрос о соотношении индивидуального и возрастного в ходе становления интеллекта.
Разработал оригинальный метод сравнения психологических характеристик одарённых детей. Изучал феномен «последействия» на основе разработанной им оригинальной методики «двигательного последействия».
В течение длительного времени, под руководством Б. М. Теплова, работал с тремя мальчиками 9—11 лет, отличающимися необычными для их возраста достижениями в различных областях. Обнаружил, что изученные им одарённые дети необычно интенсивно и много трудятся. Коренным свойством личности всех трёх мальчиков являлись стремление к труду и повышенная потребность в умственной деятельности. Сделал вывод: основой детской одарённости является повышенная склонность к труду. Успехи детей — это результат потребности в деятельности, которая сказывается уже в дошкольные годы.
Н. С. Лейтесом было опубликовано более 100 научных работ, его труды переводились в Венгрии, Румынии, ГДР, США. Под его руководством было защищено 10 кандидатских диссертаций. Являлся членом Российского психологического общества.

## Награды и премии
- Первая премия Академии педагогических наук СССР (1971 год) (за монографию «Умственные способности и возраст»)[5].
- Лауреат премии правительства РФ (1998 год)[6].
- Золотой знак «Пси» (2008 год).
- «Медаль имени Г. И. Челпанова» I степени (2013 год)[3].

## Основные труды

### Монографии
- Лейтес Н. С. Об умственной одарённости. — М.: «Академия педагогических наук РСФСР», 1960.
- Лейтес Н. С. Умственные способности и возраст. — М.: «Педагогика», 1971.
- Лейтес Н. С. Возрастная одарённость и индивидуальные различия. — М.-Воронеж: «Институт практической психологии», «МОДЭК», 1997.
- Лейтес Н. С. Возрастная одарённость школьников. — М.: «Academia», 2001.

### Статьи
- Лейтес Н. С. Б. М. Теплов и психология индивидуальных различий // «Вопросы психологии», 1982, № 4, с. 36—49.
- Лейтес Н. С. Проблема соотношения возрастного и индивидуального в способностях школьника // «Вопросы психологии», 1985, № 1, с. 9—18.
- Лейтес Н. С. Психологические проблемы неуспеваемости школьников с задержками психического развития // «Вопросы психологии», 1987, № 6, с. 151—153.
- Лейтес Н. С. Ранние проявления одарённости // «Вопросы психологии», 1988, № 4, с. 98—107.
- Лейтес Н. С. Не упрощать проблему // «Вопросы психологии», 1990, № 4, с. 155—158.
- Лейтес Н. С. Широта одарённости, призвание, судьба (К 100-летию со дня рождения Б. М. Теплова) // «Вопросы психологии», 1996, № 6, с. 139—152.
- Лейтес Н. С. П. Ф. Каптерев как психолог детства (К 150-летию со дня рождения) // «Вопросы психологии», 1998, № 4, с. 84.
- Лейтес Н. С. А. С. Пушкин о детях (К 200-летию со дня рождения А. С. Пушкина // «Вопросы психологии», 1999, № 4, с. 16—20.
- Лейтес Н. С. О признаках детской одарённости // «Вопросы психологии», 2003, № 4, с. 13.